# Buenos Aires Tango
 Buenos Aires Tango  es una película filmada en colores de Argentina dirigida por Julio Saraceni y Jorge Briand según el guion de Abel Santa Cruz que comenzó a ser filmada en 1981 bajo la dirección de Saraceni. Por problemas económicos se suspendió la filmación hasta el año siguiente en que es terminada bajo la dirección de Jorge Briand, pero nunca fue estrenada comercialmente. Sus principales intérpretes son Tincho Zabala, Silvio Soldán, Ricardo "Chiqui" Pereyra y  Beba Bidart.

## Sinopsis
Un joven médico participa en el concurso de un programa de tango por televisión y se enamora de otra postulante.

## Reparto
- Tincho Zabala
- Silvio Soldán
- Ricardo "Chiqui" Pereyra
- María José
- Calígula
- Beba Bidart
- Nelly Panizza
- Ricardo Marín
- Juan Carlos Palma
- Juan Carlos Thorry
- Alma Vélez
- Nelson Prenat
- Ricardo Jordán
- Fernando Siro
- Elsa Daniel
- Francisco Llanos